# ¿Quién lo mató?
¿Quién lo mató? es una serie de duración limitada mexicana de drama criminal biográfico cocreada por Humberto Hinojosa, Rodrigo Ruiz Patterson y Alexandro Aldrete. Se lanzó a través de Prime Video el 24 de mayo de 2024. La serie está inspirada en el crimen sin resolver que cobró la vida del presentador de la televisión mexicana Paco Stanley. Está protagonizada por Roberto Duarte, Luis Gerardo Méndez, Diego Boneta, Belinda, Zuria Vega, Jorge Zárate y Javier Ramírez "El Cha!".

## Reparto

### Principales
- Diego Boneta como Jorge Gil[3]
- Roberto Duarte como Paco Stanley
- Belinda como Paola[4]
- Zuria Vega como Brenda Jiménez[5]
- Jorge Zárate como Procurador Saúl Villarreal
- Javier Ramírez "El Cha!" como Benito Castillo
- Luis Gerardo Méndez como Mario Rodriguez[3]

### Recurrentes e invitados especiales
- Bárbara López como Susana
- Juan Pablo Molina como Juanito
- Juliette Beltrán como Mafer
- Catherine López como Chiquis
- Mauricio Pimentel como Agente Bernardo
- Jorge Aranda como Agente Humberto
- Erick Delgadillo como El Bolas
- Osmar Leyva Meza como El Hitler
- Carlos Reséndiz como El Nalgón
- Raymundo Martínez como Caspita
- Mauricio García Lozano como Jacobo Zabludovsky
- Fabián Corres como Gustavo Pascual
- Costanza Andrade como Gaby Ruffo
- Jess Salgado como Shakira
- Jorge Perezzamora como Emilio Azcárraga Milmo
- Alejandro Guerrero como Jorge García
- Marcela Álvarez como Rosaura Vidal
- Yuriria del Valle como Tatiana
- Alberto Torres como Director Televisora

## Episodios
| N.º | Título   | Fecha de lanzamiento original |
| --- | -------- | ----------------------------- |
| 1   | «Jorge»  | 24 de mayo de 2024            |
| 2   | «Mario»  | 24 de mayo de 2024            |
| 3   | «Benito» | 31 de mayo de 2024            |
| 4   | «Brenda» | 31 de mayo de 2024            |
| 5   | «Paola»  | 7 de junio de 2024            |
| 6   | «Saúl»   | 7 de junio de 2024            |

## Producción
El 11 de enero de 2023, se anunció que Prime Video había ordenado la producción de la serie. En marzo de 2023, se informó de que había comenzado el rodaje. El 25 de marzo de 2024, se anuncia ¿Quién lo mató? como título de la serie.

## Lanzamiento
La serie se estrenó en Prime Video el 24 de mayo de 2024, con los dos primeros episodios disponibles inmediatamente.